# Endocarpon schisticola
Endocarpon schisticola är en lavart som beskrevs av B. de Lesd. Endocarpon schisticola ingår i släktet Endocarpon och familjen Verrucariaceae.   Inga underarter finns listade i Catalogue of Life.